# Špela Rozin
Špela Rozin (Ljubljana, 31. siječnja 1943.) slovenska je glumica poznata po mnogim ulogama u jugoslavenskim filmovima 1960-ih, 70-ih i 80-ih godina.
Prva pojava u filmu bio je kratki film On i njegovi Mirka Groblera iz 1958. godine. Prvu ulogu u cjelovečernjem filmu ostvarila je još 1959. u filmu Tri četvrtine sunca koji je režirao Jože Babić, a posljednju 2009., Osebna prtljaga (Lidija). Poznatije uloge su joj Jelena u Dvije noći u jednom danu, Božica u filmu Štićenik, a glumi i u ratnom spektaklu Bitka na Neretvi.
U Italiji također snima više filmova; komedije, kriminalističke filmove, avanturističke, vesterne, peplume i filmove inih žanrova. Dobitnica je nekoliko nagrada: 'Gran Simpatico' 12. rujna 1969. za film Slatke noći (Le piacevoli notti) snimljenog 1966.; nagradu kritike 1970. za glavnu ulogu u Salernovom filmu Izbor. U Italiji je proglašena i najboljom stranom glumicom. Glumila je i u američkim i poljskim filmovima.
Neke filmove snimila je pod imenom Sheyla Rosin.

## Filmografija
Izbor iz filmova:
- On i njegovi (1958.)
- Tri četvrtine sunca (1959.)
- Skrivnost (1959.)
- Dobri stari pianino (1959.)
- Partizanske priče (segment "Povratak") (1960.)
- Nočni izlet (1961.)
- Pjesma (1961.)
- Čudna djevojka (1961.)
- Peščeni grad (1962.)
- Weekendy (1963.), poljski film
- Dvije noći u jednom danu (1963.)
- Ercole l'invincibile, redatelj Alvaro Mancori (1964.)
- La valle dell'eco tonante, redatelj Tanio Boccia (1964.)
- Tajna invazija kao Mila, redatelj Roger Corman (1964.)
- Le piacevoli notti, redatelji Armando Crispino e Luciano Lucignani (1966.)
- Joko invoca Dio... e muori, redatelj Antonio Margheriti (1968.)
- Il professor Matusa e i suoi hippies, redatelj Luigi de Maria (1968.)
- Bitka na Neretvi (1969.)
- Il magnifico Robin Hood, redatelj Roberto Bianchi Montero (1970.)
- La legge della Camorra, redatelj Demofilo Fidani (1973.)
- Osebna prtljaga (2009.)

## Privatni život
Špela Rozin proputovala je svim kontinentima i govori osam jezika.

## Vanjske poveznice
- Špela Rozin u internetskoj bazi filmova IMDb-u (engl.)